# Barack Obama
|  | «Obama» redirigeix aquí. Vegeu-ne altres significats a «Obama (desambiguació)». |

Barack Hussein Obama II ( pronunciat /bəˈrɑːk huːˈseɪn oʊˈbɑːmə/ (?·pàg.)), més conegut com a Barack Obama (Honolulu, 4 d'agost de 1961) és un polític estatunidenc, 44è president dels Estats Units d'Amèrica, que va ocupar el càrrec entre 20 de gener de 2009 i el 20 de gener de 2017. Fou el primer afroamericà que ocupà el càrrec.
Obama es va graduar en la Universitat de Colúmbia i la Harvard Law School, on fou el primer president afroamericà de la Harvard Law Review. Va treballar com a organitzador comunitari a Chicago abans de graduar-se, moment en què va començar a treballar com a advocat de drets civils a Chicago. Posteriorment va servir en tres legislatures al Senat d'Illinois entre 1997 i 2004 i va ser senador júnior dels Estats Units per Illinois a entre 2005 i 2008. També va ser professor de dret constitucional a la Universitat de Chicago entre 1992 i 2004.
El 2007 va llençar-se a la carrera presidencial i el 2008 va competir en les primàries presidencials del partit Demòcrata contra Hillary Rodham Clinton. Va guanyar el nomenament i es va convertir en el primer afroamericà a optar a president dels EUA. En les eleccions presidencials dels Estats Units de 2008 derrotà el candidat republicà John McCain i va ser investit com a president el 20 de gener del 2009. El mateix 2009 fou guardonat amb el Premi Nobel de la Pau. Confrontat al republicà Mitt Romney, guanyà per segon cop les eleccions presidencials el 2012.

## Primers anys
Barack Obama va néixer al Centre Mèdic Kapi'olani for Women & Children a Honolulu, Hawaii, fill d'Ann Dunham, de Wichita, Kansas, i Barack Obama, Sr., nascut a Nyang'oma Kogelo, Kenya. Els pares d'Obama es van conèixer l'any 1960 en una classe de rus a la Universitat de Hawaii, on el seu pare estudiava com a alumne estranger becat. Es casaren el 2 de febrer de 1961. Els pares d'Obama se separaren quan ell tenia dos anys i es divorciaren el 1964. El pare d'Obama tornà a Kenya i veié el seu fill només un últim cop a la seva vida abans de morir d'accident de cotxe el 1982. L'Agost de 2006, Obama i la seva família viatjaren a Kenya per conèixer el lloc de naixement del seu pare, un poble a prop de Kisumu una zona rural a l'oest del país.

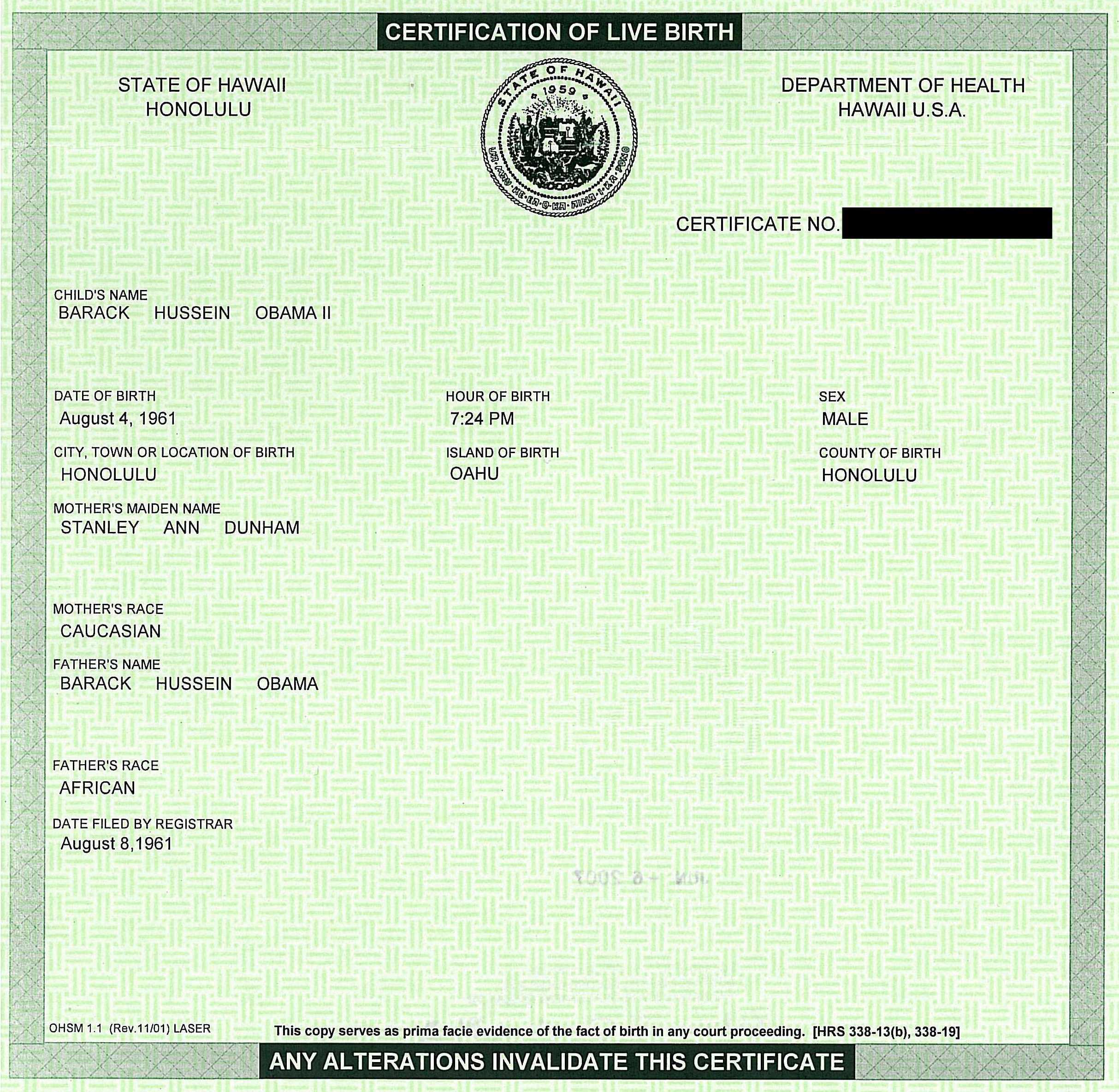
Certificat de naixement de Barack Obama

Després del divorci, la seva mare es va casar amb un estudiant indonesi anomenat Lolo Soetoro, que estudiava a Hawaii. Quan el general Suharto, arribà al poder el 1967, tots els estudiants a l'estranger foren repatriats i la família es mudà a Indonèsia. Obama assistí a diferents escoles a Jakarta, com la Besuki Public School o la St. Francis of Assisi School, fins que tingué 10 anys.
Fou aleshores quan Obama va tornar a Honolulu per viure amb els seus avis materns, Madelyn Dunham i Stanley Armour Dunham, on assistí a l'escola Punahou entre 1971 fins que es graduà l'any 1979. La mare d'Obama tornà a Hawaii el 1972 durant cinc anys i el 1977 va tornar a Indonèsia, on treballà com a antropòloga. Va viure allà durant la major part de la seva vida tornant a Hawaii el 1994. Va morir de càncer d'ovaris el 1995.
Sobre la seva infantesa Obama escriví amb posterioritat Que el meu pare no s'assemblava gens a la gent del seu voltant -era negre com la brea i la seva mare blanca com la llet- i això quedà molt registrat a la meva ment. En les seves memòries de 1995 defineix la seva lluita interna com la d'un jove adult intentant reconciliar-se amb les percepcions socials de la seva herència multiracial. Escrigué que acostumava a beure alcohol, a fumar cànnabis i a prendre cocaïna durant la seva adolescència per oblidar preguntes sobre qui era. Durant el Fòrum Civil de la Presidència (2008), Obama va identificar aquests consums com la seva falta moral més greu.
Alguns dels seus companys a la Punahou School explicaren al Honolulu Star-Bulletin que Obama era madur per la seva edat i que alguns cops assistí a festes i altres esdeveniments per associar-se amb estudiants afroamericans i militars. Sobre aquells anys Obama escrigué: L'oportunitat que Hawaii oferia — d'experimentar una gran varietat de cultures en un clima de respecte mutu — esdevingué una part integral de la meva visió del món i base d'alguns dels meus valors més preuats.
Després dels seus anys escolars, Obama es traslladà a Los Angeles, on estudià a l'Occidental College durant dos anys. Prosseguí els seus estudis a la Universitat de Colúmbia a Nova York, on estudà ciències polítiques amb una especialització en relacions internacionals. Obama es graduà en Arts a Columbia el 1983. Va treballar durant un any a la Business International Corporation i després al New York Public Interest Research Group.
Després de quatre anys a Nova York, Obama es traslladà a Chicago, on fou contractat com a director de Projectes de Desenvolupament Comunitaris, una organització religiosa dedicada a organització comunitària formada per vuit parròquies diferents en diversos barris de Chicago. Va treballar-hi durant 3 anys entre juny de 1985 i maig de 1988. Durant aquests tres anys, el personal a càrrec seu va créixer d'un a tretze membres i el seu pressupost anual de 70.000 a 400.000 dòlars. Els seus èxits inclouen ajudar a establir diversos programes d'orientació laboral o programes de tutoria en escoles de secundària així com una organització pels drets dels llogaters. Obama treballà també com a consultor i com a formador a la Gamaliel Foundation, un institut d'organització comunitària. A mitjans de 1988, va viatjar per primer cop a Europa durant tres setmanes i durant cinc setmanes a Kenya, on va conèixer molts dels seus familiars paterns.
Obama va entrar a l'Escola de Dret de Harvard el 1988. Va ser elegit editor de la Revista de Dret de Harvard al final del seu primer any, i president de la revista en el seu segon any, essent el primer afroamericà a aconseguir-ho.
Durant els estius tornava a Chicago, on treballà en els bufets Sidley Austin (el 1989) i Hopkins & Sutter (el 1990) Després de doctorar-se magna cum laude a la Universitat Harvard el 1991, va tornar a Chicago.
L'elecció d'Obama com el primer president afroamericà de la Revista de Dret de Harvard va gaudir d'una gran atenció mediàtica a tot el país i el va portar a establir un contracte per un futur llibre sobre les relacions interracials. Fent un esforç per reclutar-lo, la Universitat de Chicago el va becar i li oferí una oficina per treballar en el seu llibre. Originalment pensava tenir-lo acabat en un any, però la feina es va allargar donat que el llibre involucrava gran quantitat de records personals. Per a treballar sense interrupcions, Obama i la seva muller, Michelle, es traslladaren a Bali on escrigué durant uns quants mesos. El llibre va ser finalment publicat el 1995 amb el nom de Dreams from My Father (somnis del meu pare).
Entre abril i octubre de 1992, Obama dirigí el Projecte Vot d'Illinois, un esforç per registrar 150.000 dels 400.000 afroamericans de l'estat que amb l'ajut de 10 treballadors i 700 voluntaris. L'èxit del procés va fer que la Crain's Chicago Business el mencionés el 1993 com un dels 40 poders emergents del país.
Durant 12 anys, Obama exercí de profesor a l'Escola de Dret de la Universitat de Chicago ensenyant Dret Constitucional. Va ser-ne docent entre 1992 i 1996 i posteriorment fou ascendit a docent senior entre 1996 i 2004.
També s'uní a Davis, Miner, Barnhill & Galland, a una firma de 12 advocants especialitzada en drets civils i desenvolupament econòmic comunitari, d'on va ser-ne associat entre 1993 i 1996 i va participar en el consell entre 1996 i 2004.
Obama fou membre fundador de la plataforma de directors de Public Allies, destinada al desenvolupament juvenil el 1992, renunciant després que la seva esposa, Michelle, esdevingués la directora executiva de Public Allies Chicago a principis de 2003. Fou director de la Woods Fund of Chicagoentre 1994 i 2002, que havia estat el 1985 la primera fundació a subvencionar el Developing Communities Project (projecte de desenvolupament comunitari), i entre 1994 i 2002 a la junta directiva de la Joyce Foundation. Obama formà part de la junta directiva del Chicago Annenberg Challenge entre 1995 i 2002, com a president fundador i president de la junta directiva entre 1995 i 1999. També fou de la junta directiva del Comitè d'advocats de Chicago pels drets civils, del Center for Neighborhood Technology i del Lugenia Burns Hope Center.
Va conèixer a Michelle LaVaughn Robinson al despatx d'advocats per al qual tots dos treballaven. Van contreure matrimoni a Chicago, el dia 3 d'octubre de 1992. Barack Obama i Michelle Obama van tenir la primera filla, Malia Ann, el 1998. Tres anys després, el 2001, va néixer la seva segona filla, Sasha (Natasha).

## Carrera política

### Senat d'Illinois (1997–2004)
Obama fou elegit pel Senat d'Illinois el 1996, succeint així la senadora Alice Palmer com a senador per al 13è districte, que aleshores comprenia a Chicago el barri de South Side, Hyde Park-Kenwood el sud south de South Shore i l'oest de Chicago Lawn. Un cop elegit, Obama va guanyar-se el suport dels partits Demòcrata i Republicà per impulsar reformes legislatives en camps com l'ètica i la sanitat. Va donar suport a una llei que relaxava els impostos a treballadors amb rendes baixes, va negociar una reforma del sistema sanitari i va promoure un augment de subsidis per a manutenció d'infants. El 2001, com a copresident del comitè bipartidista Joint Committee on Administrative Rules, Obama donà suport a les regulacions impulsades pel Governador republicà Ryan que promovien regulacions en els préstecs i en les hipoteques orientades a evitar desnonaments.
Obama fou reelegit al Senat d'Illinois el 1998, vencent al republicà Yesse Yehudah a les eleccions generals i de la mateixa manera l'any 2002. L'any 2000, va presentar-se a les primàries del partit com a candidat a la Cambra de Representants dels Estats Units perdent davant del qui ja feia quatre anys que era senador Bobby Rush per un marge de dos a un.
El gener de 2003, Obama esdevingué president del Comitè per la Salut i els Serveis Humans del Senat d'Illinois quan els demòcrates, després d'una dècada en minoria, recuperaren novament la majoria. Va donar suport a la legislació impulsada per ambdós partits que requeria controlar la Discriminació racial en les detencions policials tot requerint a la policia anotar la raça dels detinguts per assumptes de trànsit legislació que obligava també a gravar en vídeo les interrogacions en delictes d'homicidi, fent d'Illinois el primer estat a requerir-ho.
Durant les eleccions generals al Senat de 2004, representants policials van donar-li suport per la seva implicació amb organitzacions policials i en la promulgació de reformes sobre la Pena de mort. Obama renuncià al seu escó al senat d'Illinois el novembre de 2004 després de la seva elecció com a senador al Senat dels Estats Units.

### Campanya per al Senat dels Estats Units de 2004
A mitjans de 2002 Obama començà a considerar la presentació d'una candidatura al Senat dels Estats Units. Amb l'ajut del consultor polític David Axelrod formulà finalment aquesta candidatura el gener de 2003. Aleshores el republicà Peter Fitzgerald ostentava el càrrec i tant ell com la seva predecessora Carol Braun (la primera afroamericana a ostentar el càrrec) varen decidir no donar supor a cap de la quinzena de candidats dels dos partits que optaven al lloc. La candidatura d'Obama guanyà suports arran de la campanya d'Axelrot on se'l relacionava amb l'exalcalde i congresista afroamericà Harold Washington així com el suport de la filla de Paul Simon, exsenador per Illinois.
Va rebre al voltant d'un 52% dels vots en les primàries del març de 2004, amb un 29% d'avantatge sobre el seu perseguidor més immediat.
Al juliol de 2004 Obama va escriure i pronunciar la conferència central de la convenció demòcrata nacional de 2004 a Boston, Massachusetts. Després de descriure les experiències del seu avi matern a la Segona Guerra Mundial i de presentar-lo com a beneficiari de diversos programes d'ajut social i immobiliari, Obama va parlar de canviar les prioritats del govern dels Estats Units en matèria social i econòmica. Qüestionà la política de George Walker Bush a la Guerra de l'Iraq i subratllà les obligacions dels americans envers els seus militars. Esmentant exemples de la Història dels Estats Units criticà les visions partidistes de l'electorat i demanà als americans de trobar una nova unitat en la diversitat dient: No existeix una Amèrica liberal i una Amèrica conservadora, sinó que som els Estats Units d'Amèrica
Malgrat no ser televisat per cap de les tres cadenes més importants del país, es calcula que 9,1 milions de persones seguiren el discurs a través d'altres plataformes. El discurs fou el punt més destacat de la convenció, confirmant Obama com la nova estrella emergent del partit.
El qui havia de ser el rival republicà de Barack Obama a les eleccions, Jack Ryan es retirà de la cursa el juny de 2004, suposadament a causa d'un escàndol sexual. Dos mesos més tard i només tres abans de les eleccions, Alan Keyes acceptà succeir-lo. Anteriorment resident a Maryland, Keyes establí la seva residència a Illinois a causa de la nominació.
En les eleccions generals de novembre de 2004, Obama va rebre el 70% dels vots davant del 27% del seu rival, essent aquesta la diferència més gran en tota la història d'Illinois

### Senat dels Estats Units (2005–2008)
Obama fou investit senador el 4 de gener de 2005. Obama era aleshores el cinquè senador afroamericà de la història dels Estats Units, el tercer en ser elegit per vot popular. Era l'únic membre del Senat dels Estats Units membre del Congressional Black Caucus, que agrupa tots els afroamericans amb un escó al Congrés, ja que la resta pertanyien a la Cambra de Representants. El Congressional Quarterly, una organització no partidista el qualificà de demòcrata lleial basant-se en una anàlisi de tots els vots al senat durant els anys 2005–2007. El National Journal el va definir com el senador més liberal basant-se també en els seus vots. Anteriorment havia estat el setzè més liberal el 2005 i el desè més liberal el 2006. El 2008, el web Congress.org el va considerar l'onzè senador més poderós. Obama anuncià el 13 de novembre de 2008 que deixaria el seu seient al senat el dia 16 de novembre, abans d'haver-se elegit el seu successor, per tal de concentrar-se en la seva labor de president electe després de les eleccions del dia 4 de novembre, fet que li va permetre evitar un conflicte d'interessos en ocupar dos càrrecs públics al mateix temps.

#### Legislació

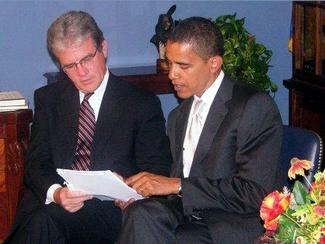
El Congressista Tom Coburn i Obama discuteixen la Coburn–Obama Transparency Act.

Obama va votar a favor de la Energy Policy Act of 2005 sobre la política energètica i va corepresantar la Secure America and Orderly Immigration Act sobre la immigració il·legal així com la Secure Fence Act el setembre de 2006, sobre protecció fronterera. Obama introduí dues iniciatives amb el seu nom: la Lugar–Obama, que eixamplava la Nunn–Lugar cooperative threat reduction sobre el desmantellament d'armes convencionals. i la Coburn–Obama Transparency Act, que autoritzava la creació de l'ens USAspending.gov per controlar la despesa pública. El juny de 2008, el senador Obama juntament amb els senadors Thomas R. Carper, Tom Coburn i John McCain (el seu rival a les eleccions presidencials de 2008), introduïren nova legislació sobre la transparència i la comptabilitat de la despesa federal.
Obama patrocinà legislació que hauria obligat als propietaris de centrals nuclears notificar les autoritats estatals i locals en cas de fuga radioactiva, però la proposta no superà el tràmit al Senat després d'haver estat àmpliament modificada pel comitè.
El desembre de 2006 el president Bush va firmar la llei sobre la Confiança, seguretat i promoció de la democràcia a la República Democràtica del Congo, esdevenint així la primera legislació federal aprovada amb Obama com a promotor principal. El gener de 2007 Obama i el senador Feingold patrocinaren la Honest Leadership and Open Government Act, sobre el control dels lobbys que es convertí en llei el setembre de 2007. Obama presentà també la Deceptive Practices and Voter Intimidation Prevention Act, que criminalitza les pràctiques engañoses o d'intimidació en les eleccions federals. i la Iraq War De-Escalation Act que promovia una desmilitarització de l'Iraq amb límit el 31 de març de 2008. però cap de les dues varen esdevenir lleis.

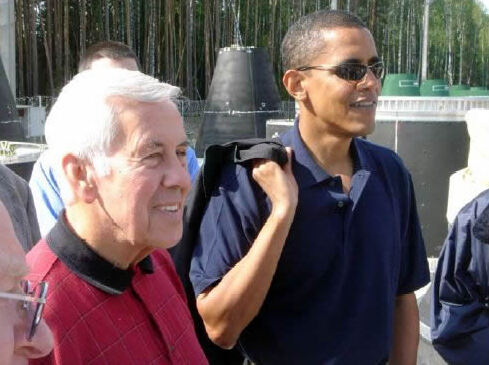
Els senadors Richard Lugar i Barack Obama visiten una instal·lació de desmantellament de míssils russa l'agost de 2005.

 El 2007 Obama patrocinà una modificació de la Defense Authorization Act afegint referències a la salut mental dels soldats. Aquesta modificació superà tot el tràmit del senat durant la primavera de 2008.
Va patrocinar l'Iran Sanctions Enabling Act donant suport al control de recursos procendents de la benzina i la indústria gasística iraniana, que no superà el tràmit al comitè, i copratrocinà legislació per reduir els riscos del terrorisme nuclear. Obama també patrocinà una modificació del Senat al State Children's Health Insurance Program (assegurança de salut infantil estatal) que assegurava un any de protecció laboral a familiars que tinguessin cura de soldats amb ferides de guerra.

#### Comitès
Obama participà en els comitès del senat següents: Afers Exteriors, Medi Ambient i Treballs Públics i també al d'Afers dels Veterans fins al desembre de 2006. El gener de 2007, deixà el comitè de Medi Ambient per involucrar-se amb el de Salut, Educació, Treball i Pensions i el de Seguretat Nacional i Afers Governamentals. També esdevingué president del subcomitè del Senat encarregat d'Afers Europeus.

Com a membre del comitè d'Afers Exteriors, Obama feu diferents viatges oficials a l'Europa de l'Est, el Pròxim Orient, l'Àsia central i l'Àfrica. S'entrevistà amb Mahmoud Abbas abans que aquest fos el President de l'Autoritat Nacional Palestina i feu un discurs a la Universitat de Nairobi condemnant la corrupció del govern de Kenya.

### Candidatura presidencial de 2008

Logo de la campanya presidencial d'Obama i Biden

El 10 de febrer, 2007 Obama anuncià la seva candidatura a les eleccions presidencials de 2008. A les enquestes sempre sortia superat per Hillary Clinton, tot i que al caucus (eleccions primàries) d'Iowa (considerat el principal termòmetre electoral) Obama aconseguí la victòria amb el suport del 38% dels electors, seguit de John Edwards (30%) i Clinton (29%).
Obama guanyà les primàries a Iowa (38%), Nou Hampshire (36%), Nevada (45%), Carolina del Sud (55%), Alabama (56%), Alaska (75%), Colorado (67%), Connecticut (51%), Delaware (53%), Geòrgia (66%), Idaho (80%), Illinois (65%), Kansas (74%), Minnesota (48%), Missouri (49%), Dakota del Nord (61%), Utah (57%), Louisiana (57%), Nebraska (68%), Illes Verges Americanes (90%), Washington (68%), Maine (60%), Washington DC (75%), Maryland (61%), Virgínia (64%), Hawaii (76%), Wisconsin (58%), Vermont (59%), Wyoming (61%), Mississipi (61%), Guam (50%), Carolina del Nord (56%), Oregon (59%) i Montana (56%). Tot això li suposà 2,201 delegats i 438 superdelegats, i amb això superava la candidata Hillary Rodham Clinton.

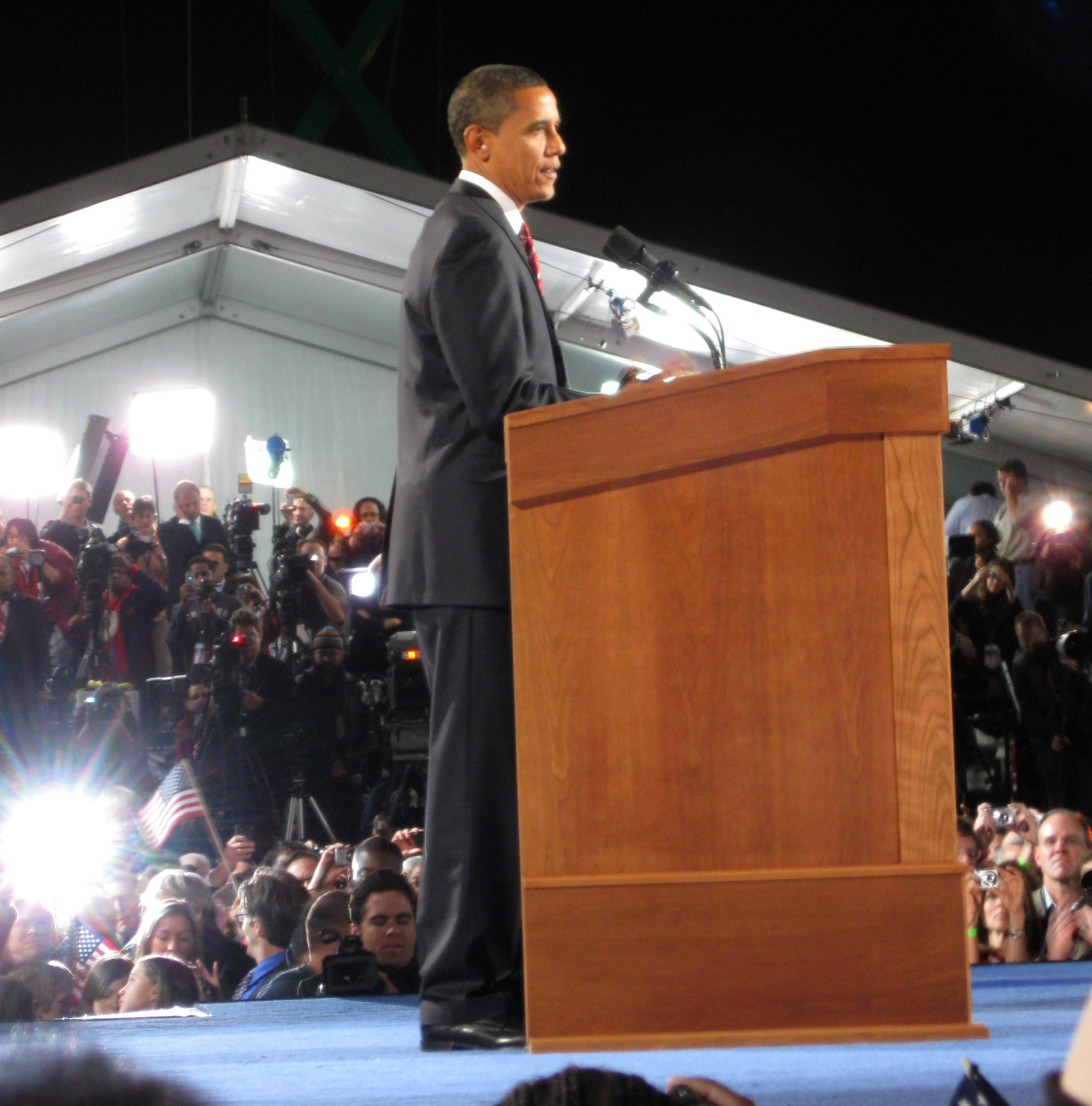
Obama pronuncia el discurs de la victòria electoral a Chicago

El 7 de juny, 2008, Clinton suspengué la seva campanya en favor d'Obama, i això el convertí en el presumpte candidat demòcrata. El 22 d'agost designà a Joe Biden com a candidat a la vicepresidència. La Convenció Demòcrata realitzada entre el 25 i el 28 d'agost, 2008 el convertí, ja finalment, en candidat demòcrata a la Casa Blanca.
El seu oponent republicà a les eleccions presidencials del 4 de novembre de 2008 fou el senador per Arizona John McCain. Durant les eleccions primàries i generals, Barack Obama va recaptar més fons que qualsevol altre candidat en la història dels Estats Units. A més, la campanya d'Obama va fer rècords en el nombre de donants i en la quantitat de donacions petites.

### Victòria electoral

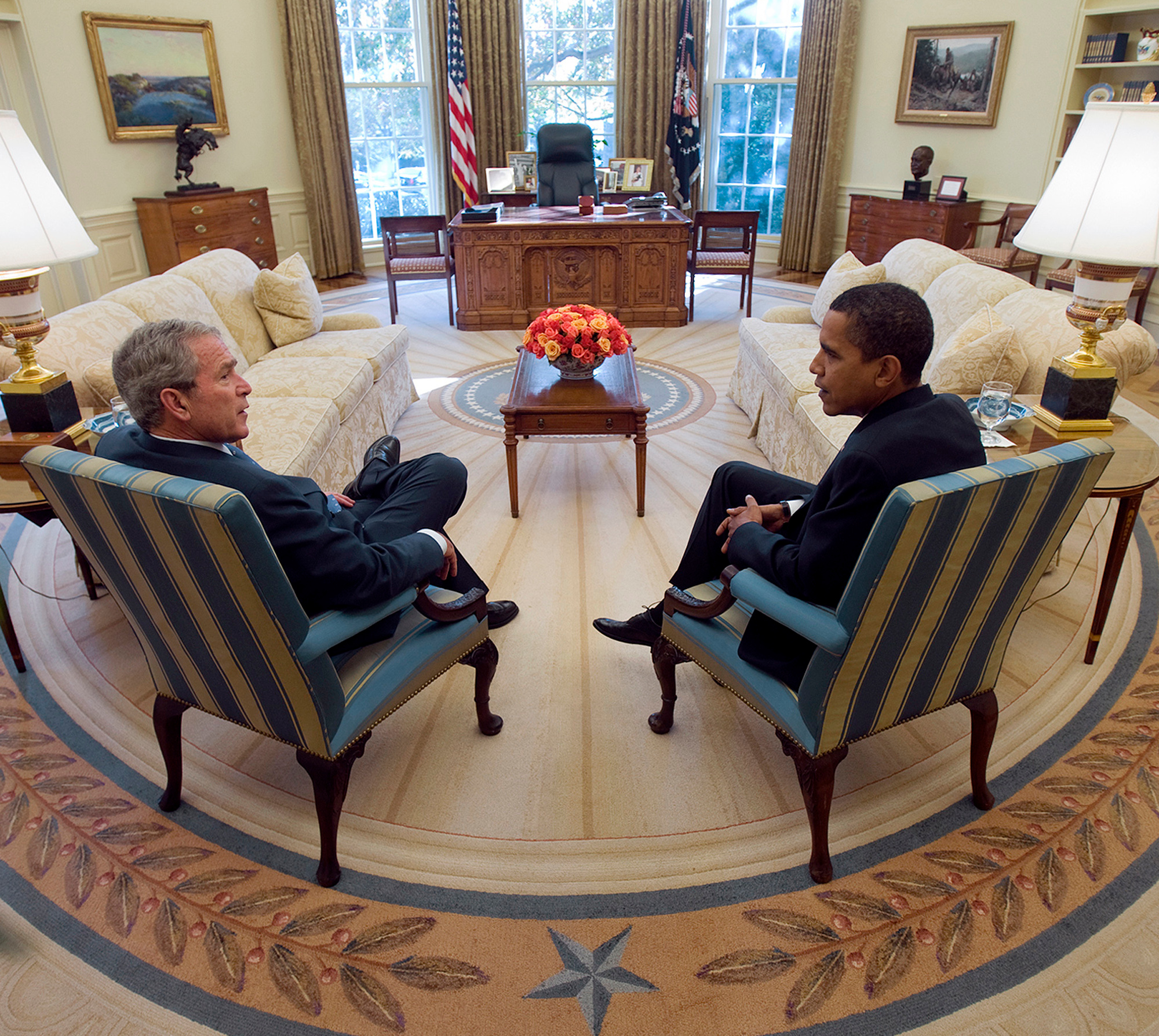
Obama es reuneix amb el president sortint George Bush el 10 de novembre de 2008 al despatx oval de la Casa Blanca

El 4 de novembre de 2008, Obama derrotà a John McCain en les eleccions generals amb 365 vots electorals per 173 que obtingué McCain, i esdevingué així el primer afroamericà a ser elegit president dels Estats Units.
En el seu discurs de la nit electoral, pronunciat davant de centenars de seguidors al Grant Park de Chicago, Obama va proclamar que el canvi havia arribat a Amèrica.
El 8 de gener de 2009, una sessió extraordinària del Congrés dels Estats Units es reuní per certificar la validesa dels vots emesos pel Col·legi Electoral. Basant-se en aquests resultats, Barack Obama va ser declarat President electe dels Estats Units i Joseph Biden Vicepresident electe.

### Campanya presidencial del 2012
El 4 d'abril de 2011, Obama va obrir la campanya per a la seva candidatura i reelecció a les eleccions presidencials estatunidenques de 2012 mitjançant un vídeo "It Begins with Us" ("Comença amb nosaltres") disponible al seu website. El seu rival a les eleccions del 2012 fou el candidat republicà Mitt Romney. Obama guanyà la reelecció per 303 vots electorals a 206.

## Presidència
La presa de possessió de Barack Obama com el quaranta-quatrè President dels Estats Units i de Joe Biden com a vicepresident va tenir lloc a Washington DC el 20 de gener de 2009. El tema del seu discurs inaugural fou El renaixement de la llibertat, al qual commemorà el 200è aniversari del naixement d'Abraham Lincoln.
Des que prengué possessió, Obama centrà la seva atenció en la crisi econòmica, però ja abans d'aquest dia havia estat pressionant el Congrés dels Estats Units perquè aprovin un pla d'estímul econòmic. Ja en el càrrec promogué trobades d'alt nivell amb líders del Partit Republicà dels Estats Units per discutir sobre aspectes de l'aplicació del pla. Rebia diàriament un resum de la situació econòmica, similar al que acostumen a rebre els presidents en matèria d'informació política i militar.
En els seus primers dies com a president, Obama revertí algunes de les decisions del seu predecessor Bush que havia prohibit la subministració de fons públics a organitzacions no governamentals que proveïen avortament o informaven dones de manera positiva sobre aquesta possibilitat a l'estranger. Obama instà a posar fi al que considerava una politització d'aquesta qüestió. També canvià procediments per promoure una major transparència dels afers públics, instà els alts càrrecs d'El Pentàgon a desenvolupar plans que permetin una sortida escalonada de la Guerra de l'Iraq i reduí el grau de secret de les gravacions presidencials. També procurà ordres que permetessin tancar el Camp de detenció de la Badia de Guantánamo al més aviat possible, i no més tard del gener de 2010.
El 27 de febrer de 2009 va anunciar la retirada de les seves tropes de l'Iraq per al 31 d'agost de 2010, tot i que encara quedarien 50.000 soldats fins al 31 de desembre del 2011.
El 8 d'abril de 2010 va signar amb Dmitri Medvédev a Praga el tractat New START de reducció de les armes nuclears dels Estats Units i la Federació Russa, que després de la ratificació va entrar en vigor el 5 de febrer de 2011.
Un element principal de la seva agenda domèstica durant la seva campanya va ser la reforma del sistema sanitari. Als Estats Units, hi ha milions de persones sense accés a cobertura sanitària. El president Bill Clinton ja intentà proporcionar cobertura sanitària a tots els ciutadans, però el seu esforç no va tenir èxit. Obama va dedicar-se a la reforma del sistema sanitari i el març de 2010 el seu esforç donà fruits, amb l'aprovació d'una llei reformant el sistema sanitari; no obstant això, fins quan tota la llei sigui operativa, quedaran americans sense accés una atenció medical a preu assequible. Els oponents, principalment membres del Tea Party ultraconservador van acusar Obama de ser «socialista» i van preconitzar que la reforma resultaria en un control governamental complet de la medicina al país. L'octubre 2013 el seu govern va trobar-se davant una crisi major, quan la Cambra de Representants, sota la pressió del Tea Party va provocar un tancament del govern en una temptativa de bloquejar l'execució de la llei del 2010.
L'octubre de 2009 fou guardonat amb el Premi Nobel de la Pau "pels seus esforços per reforçar la diplomàcia internacional i la cooperació entre els pobles".
A la fi de 2013, un 41% dels estatunidencs va aprovar la seva gestió, segons una enquesta de la CNN. Tot i la modesta millora de l'economia, la imatge d'Obama va baixar per la posada en marxa sense èxit de la reforma sanitària, els escàndols d'escoltes a periodistes d'Associated Press, el setge fiscal al Tea Party i els casos d'espionatge de l'Agència de Seguretat Nacional (NSA), destapats per Edward Snowden.

## Ideologia política
Obama defensà una economia de lliure mercat on existeixi una xarxa d'assistència social pels més desfavorits. En aquest aspecte considera que s'hauria d'instaurar un sistema de salut nacional que cobrís tots els ciutadans nord-americans. En matèria de medi ambient, Barack Obama defensà que l'escalfament global és causat per l'home i que cal establir mesures per reduir les emissions contaminants. En les qüestions d'ètica personal, Obama creu que el dret a l'avortament no s'ha de restringir. Considera que la pena de mort s'administra als Estats Units de manera abusiva i inconsistent, tot i que accepta l'aplicació d'aquest càstig per als casos més greus. L'any 2012 es definí a favor del matrimoni homosexual.

## Premis
L'octubre de 2009 fou guardonat amb el Premi Nobel de la Pau pels seus esforços per reforçar la diplomàcia internacional, la cooperació entre els pobles i per la seva visió d'un món sense armes nuclears. Obama fou un del 205 nominats, i guanyà una medalla d'or, un diploma i 10 milions de corones sueques.